# Wściekłość narcystyczna
Wściekłość narcystyczna – wściekłość, pogarda lub bunt okazywany przez ludzi z narcystycznym zaburzeniem osobowości w odpowiedzi na rzeczywistą lub wyimaginowaną krytykę, w wyniku której czują się odrzuceni, poniżeni lub zagrożeni. 